# Beit Lahia
Beit Lahia (in arabo بيت لاهيا‎?, Bayt Lāhyā, letteralmente Casa della fatica) è una città palestinese della Striscia di Gaza, a nord di Jabalya e presso Beit Hanun.

## Geografia
È circondato da dune di sabbia, alcune si ergono a 55 m (180 piedi) sul livello del mare. La zona è rinomata per i suoi numerosi fichi di sicomoro. La città è conosciuta per la sua acqua fresca e dolce, le bacche e gli alberi di agrumi.